# 싱가포르섬
싱가포르섬(Singapore Island, 말레이어: Pulau Ujong 풀라우 우종[*])은 싱가포르의 본토를 이루는 섬이다. 싱가포르의 국토 및 인구의 대부분을 차지한다. 말레이 반도의 끝부분에 위치한다. 이 섬을 일컫는 말레이어 Pulau Ujong은 (반도의) 끝에 위치한 섬이라는 뜻을 담고 있다.
싱가포르섬은 세계에서 21번째로 인구가 많이 붐비는 지역이며 세계에서 31번째로 인구 밀도가 높은 지역이다.